# Smithy Clough
Der Smithy Clough ist ein Wasserlauf in Lancashire, England. Er entsteht als Nan Hole Clough an der Nordostseite des Boulsworth Hill und fließt in nordwestlicher Richtung. Er bildet bei seinem Zusammentreffen mit dem Turnhole Clough den Wycoller Beck.